# Республіка Святого Саду
Республіка Святого Саду (Святий Сад) — молодіжне неформальне об'єднання у Львові, яке існувало упродовж 1968–1982 років та локалізувалося у Святому Саду. Так називали закинутий сад колишнього монастиря кармелітів босих у центральній частині міста посеред житлового кварталу, обмеженого нинішніми вулицями Лисенка, Винниченка, Просвіти та Бобанича.
Починалася Республіка як дворова компанія, що складалася з учнів середньої школи № 8 (української) та СШ № 19 (з російською мовою викладання). Проте, на відміну від інших підліткових напівкримінальних груп, головними пріоритетами в Саду були західна рок-музика і рух хіпі, який тільки-но подолав «залізну завісу» і почав поширюватися на теренах СРСР. В офіційних мас-медіа обидві тенденції піддавалися нагінкам як антирадянські. Як згадує Ілько Лемко у книзі «Сни у Святому Саду»: «Прихід у Сад — це був вихід за рамки вузького світу, в якому перебував кожен, хто жив у Радянському Союзі».
Окрім того, тут відчувався дух органічного, значною мірою, інтуїтивного, українського патріотизму і націоналізму, як найяскравішої форми антирадянського спротиву. У Святому Саду буяв сам дух європейського Львова з усвідомленням того, що не лише це місце, а й це місто «не випадкові», що вони мають щонайменше те, що називають genius loci середньовічних європейських міст.
12 жовтня 1968 року було оголошено про створення Республіки, щоправда, тоді вона називалася «Республіка недоразвітих башкірів». Ця назва містила примітивний хуліганський підтекст: «башкірами» тоді прозивали недоумкуватих телепнів — і ніякого стосунку до імені башкирського народу вона не має. Президентом Республіки оголошено Ілька Лемка, прем'єр-міністром — Сергія «Святого» Мардакова (нар. 1951). «Святий» був активним тусовочним пацаном і багато хлопців з інших районів міста приходили «до Святого в Сад», тому у 1972–1973 роках закріпився топонім «Святий Сад», а назва Республіки трансформувалася в Республіку Святого Саду. Оскільки головним напрямком був інтерес до новин британського і американського рок-н-ролу, з'явилася «посада» Міністра культури, яку зайняв Олександр «Кріпак» Бігун (13.9.1954—2.2.2017). Тотальне захоплення футболом потребувало Міністерства спорту. Пізніше за особливі заслуги Президентом було «запроваджено» посади Міністра капітального будівництва і Міністра комунікацій, які обійняли відповідно Ігор «Вахлак» Коваль (нар. 1953) і Алік Олісевич. Проте підліткова гра в політику виходила за рамки дитячих забав. Відразу після заснування Республіка отримала власний прапор, герб і гімн. Гербом був стилізований тризуб у вигляді видовженого аттика і двох веж костелу кармелітів босих, прапором — герб на зеленому тлі, під ним схрещені горіхові листки і футбольний м'яч. Автором обидвох символів був Дмитро «Казік» Кузовкін, ідея належала Ількові Лемку. Слід зазначити, що тризуб перебував під найжорсткішою забороною радянського режиму. Музику гімну і слова «Не будемо жить з ворогами…» також написав Ілько Лемко.
Святий Сад став одним з найпопулярніших місць у Львові, де слухали і обговорювали найсвіжіші новини світової рок-музики, тому тут почали збиратися хіпі. Як згадував один з патріархів львівських хіпі Григорій «Ґреґ» Порицький (1948–2012), уперше він потрапив до Саду в 1971 році. Першим комунікатором між садівським і хіповим середовищами був «Кріпак»; у хіповій тусовці він здобув псевдо «Молодий», «Янґ». Швидко Святий Сад перетворився на головну сцену львівського хіпі-руху і набув загальносоюзного значення. В результаті обидва фактори, що відображали тогочасні світові тенденції — хіпі-рух і рок-н-рольна культура, сформували новітню львівську вуличну субкультуру, в основі якої, з врахуванням демографічних змін у місті, лежали ремінісценції повстанської боротьби 1940-х років. Ця версія контркультури прийшла на зміну батярській традиції. Плавильним котлом стало середовище Республіки Святого Саду, а репрезентував її рок-гурт Супер Вуйки упродовж 1975–1981 років. Всі музиканти були аматорами, лідером гурту був Ілько Лемко. Ідея створення рок-групи з'явилася влітку 1974 року, коли до Саду прийшов харизматичний Хуан-Карлос «Кацамоня» Коцюмбас (1955–1984), українець-репатріант з Арґентини — «…з дивовижним роковим голосом, який тоді годі було знайти чи не у всьому Радянському Союзі. Власне вокал Карла остаточно надихнув хлопців на рокове подвижництво».
Через Вуйків пройшло багато учасників Республіки — Лемко, Святий, Дмитро «Казік» Кузовкін, Хуан-Карлос Коцюмбас, Володимир «Джубокс» Михалик (нар. 1959), Михайло «Джеґер» Саврук (1960–1996), Іван «Рожок» Рижок (1957–2012), Вадим «Краптик» Глущенко (нар. 1963), Володимир «Річі» Нестерук (нар. 1963), Володимир «Шнурок» Хомин (1958–1999), В'ячеслав «Назарет» Сінчук (нар. 1964), Юрій «Піночет» Родіонов (нар. 1951), Марек Адамовський (1956–2006), Леонід «Пелікан» Гуревич (нар. 1954). Гарячими прихильниками і постійними учасниками тусовки були хіпі Ґреґ, Ігор «Фред» Вахула (1954–2015), Станіслав «Костилевич» Потопляк (1954–2003), Алік Олісевич, Володимир Петров (1958–2000), Тетяна «Єва Чорна» Блощаневич (1959–1997), Сергій «Цеппелін» Косолапов (1961–2011), Юрій «Рубчик» Шинкарук (1956–2020) та інші.
Найголоснішими подіями стали всесоюзні хіп-сейшни, організовані у Святому Саду наприкінці серпня 1976 року і влітку 1977 року, на яких виступали Супер Вуйки.
1982 року через репресії влади, поширення наркоманії серед хіпі і арешти, а також із врахуванням вікового чинника, Республіка Святого Саду припинила існування.
З Республіки Святого Саду починали учасники майбутніх рок-гуртів Брати Гадюкіни і Лесик Band. Перша в Україні Рок-Енциклопедія укладена учасником Республіки Володимиром «Джубоксом» Михаликом; друкувати її взялося одне зі львівських видавництв у 1993 році, проте через економічні проблеми в країні цей проєкт не реалізовано. Зі садівського середовища вийшли письменники Ілько Лемко і Дмитро «Казік» Кузовкін, громадський діяч Алік Олісевич, протосинкел Львівської архієпархії УГКЦ отець Віталій Дудкевич (Володимир «Доцент» Дудкевич), директор Національного музею імені Андрея Шептицького у Львові Ігор Кожан, один з лідерів Українського національно-патріотичного визвольного фронту (виник 1991 року після розколу Української національної партії) Лев Франчук (1953–2002), рок-виконавець В'ячеслав «Назарет» Сінчук.
У березні 2023 року в приміщенні колишньої кав'ярні «Кармель», що розташовувалася в одній з будівель колишнього монастиря Ордену кармелітів босих відкрили кафе «Республіка Святого Саду» у пам'ять про його засновника Дмитра Пащука, який загинув 12 березня 2023 року на Херсонщині та на згадку про молодіжне неформальне об'єднання «Республіка Святого Саду».